# Ellis Rabb
Ellis W. Rabb (Memphis, 20 giugno 1930 – Memphis, 11 gennaio 1998) è stato un regista e attore statunitense.

## Biografia
Figlio unico di Clark Williamson e Mary Carolyn, Ellissi affermò come attore teatrale dopo aver fondato l'Association of Producing Artists nel 1959; la compagnia ebbe un ruolo chaive nel portare in scena a Broadway opere di drammaturghi emergenti.
Recitò a Broadway in classici del teatro come Misura per misura (1957), La bisbetica domata (1957), La duchessa di Amalfi (1957) e Maria Stuarda (1957) prima di fare il suo debutto alla regia con You Can't Take It With You nel 1965. Da allora ha prodotto, diretto ed interpretato oltre una trentina di opere a Broadway, ottenendo due vittorie ai Tony Award, il massimo riconoscimento del teatro statunitense.
Fu sposato con Rosemary Harris – che diresse a Broadway in Un tram che si chiama Desiderio nel 1973 – dal 1959 al 1967.

## Filmografia parziale

### Regista
- Great Performances – serie TV, 2 episodi (1974-1984)

### Sceneggiatore
- Great Performances – serie TV, 1 episodio (1974)

### Attore
- Great Performances – serie TV, 1 episodio (1974)
- Il bacio della violenza – serie TV, 2 episodi (1978)
- Una famiglia americana – serie TV, 1 episodio (1979)
- Cin Cin (Cheers) - serie TV, 1 episodio (1982)
- A cuore aperto – serie TV, 1 episodio (1986)